# Manuel Tato
Manuel Tato (* 5. März 1907 in Buenos Aires; † 12. August 1980 in Santiago del Estero) war ein argentinischer Geistlicher und Bischof von Santiago del Estero.

## Leben
Manuel Tato empfing am 21. Dezember 1929 die Priesterweihe.
Papst Pius XII. ernannte ihn am 13. November 1948 zum Weihbischof in Buenos Aires und zum Titularbischof von Aulon. Die Bischofsweihe spendete ihm der Erzbischof von Buenos Aires, Santiago Luis Kardinal Copello, am 27. März des folgenden Jahres. Mitkonsekratoren waren der Erzbischof von Santa Fe de la Vera Cruz, Nicolás Fasolino, und Weihbischof Antonio Rocca.
Am 11. Juli 1961 wurde er zum Bischof von Santiago del Estero ernannt und am 8. Dezember des Jahres in sein Amt eingeführt.
Bischof Tato nahm an allen vier Sitzungsperioden des Zweiten Vatikanischen Konzils als Konzilsvater teil. Dabei ergab es sich, dass er in der Konzilsaula Sitznachbar von Bischof Carl Joseph Leiprecht von Rottenburg war. Das führte dazu, dass Priester des Bistums Rottenburg bzw. des Bistums Rottenburg-Stuttgart als Fidei-Donum-Priester in das Bistum Santiago del Estero entsandt wurden.
Manuel Tato war ein Vetter des Mediziners Juan Manuel Tato.